# Liste der Bodendenkmale in Barby
In der Liste der Bodendenkmale in Barby sind alle Bodendenkmale der Stadt Barby und ihrer Ortsteile aufgelistet. Grundlage ist die Veröffentlichung der Landesdenkmalliste mit Stand vom 25. Februar 2016.  Die Baudenkmale sind in der Liste der Kulturdenkmale in Barby aufgeführt.
| Denkmal-ID | Fundart             | Ortsteil        | Bezeichnung                                                                   | Zeitstellung       | Lage | Bemerkungen | Bild |
| ---------- | ------------------- | --------------- | ----------------------------------------------------------------------------- | ------------------ | --- | --- | ---- |
| 428310211  | besonderer Stein    | Barby           | Steinkreuz                                                                    | undatiert          | im Ort, östl. der Friedhofskapelle St. Georgii (bis 2000 in der Ostwand vermauert) (Lage)                             | Östlich der Kapelle, durch ein kleines Dach geschützt. Buntsandstein, oberer mittlerer Teil abgebrochen. |      |
| 428310174  | Befestigung > Burg  | Barby           | Burganlage?                                                                   | undatiert          | Elbaue, südl., Burgwald (Lage)                                                                                        | Flache Anhöhe in einem Busch, umschlossen von einem trockenen, hufeisenförmigen 10–12 m breiten (künstlichen?) Graben. Baumbestand z. T. 250–300 Jahre alt. Der Name Burgwald deutet auf eine Burganlage hin. |      |
| 428310172  | Befestigung > Burg  | Barby           | Burganlage mit Wüstung                                                        | undatiert          | 1,2 km nordöstl. von Glinde, Burgbreite, Die Burg, Wüstung Hagendorf ()                                               | In einem Busch, anscheinend auf einem flachen Hügel, der durch Bewuchs nicht deutlich erkennbar ist. |      |
| 428310169  | Grabmal > Grabhügel | Barby           | Grabhügel, ehemaliger Mühlenstandort                                          | undatiert          | nördl. Mühlenberg (Lage)                                                                                              | Großer, leicht ovaler Hügel, Durchmesser 25–30 m, Höhe 1,5–2 m. |      |
| 428310168  | Befestigung > Burg  | Barby           | überbaute Burganlage – kein OBD                                               | undatiert          | Nordrand der Stadt, Schloss (Lage)                                                                                    | Durch neuzeitliche Überbauung vermutlich keine alten Strukturen mehr erkennbar. Gebäude gehört zum Amtsgericht Schönebeck.                                                                                    |      |
| 428310213  | Befestigung > Burg  | Barby           | Burganlage, slaw.                                                             | Mittelalter        | SW von Barby, südl. von Wespen – unmittelbar im Bereich eines verlandeten, stark mäandrierenden Saale-Altarmes (Lage) | Markante runde Geländekuppe mit halbkreisförmig erhaltenem Graben. Im westl. Bereich fehlt der Graben. Durchmesser etwa 265 m mit Graben (Innendurchmesser ≈250 m), Grabenbreite 4–8 m.                       |      |
| 428310173  | Befestigung > Burg  | Barby           | Burghügel                                                                     | Mittelalter        | südl., Elbaue, Schlossberg, Burgwall ()                                                                               | Auf zwei Seiten ehemalige Wasserläufe. In einem kleinen Busch, rund bis leicht oval. Im Inneren eine Senke (Mulde). Wall zum Teil noch 2–2,5 m hoch. Grabenreste nicht erkennbar.                             |      |
| 428310212  | Grabmal > Grabhügel | Barby           | ehem. Grabhügel – kein OBD                                                    | undatiert          | nördl. des Ortes und westl. der Saale (Hühnenberg) ()                                                                 | Nicht mehr vorhanden. |      |
| 428310233  | Befestigung         | Breitenhagen    | Befestigung, Wallanlage                                                       | undatiert          | nordwestl. („Schanze“) Flurname ‚Saalhorn‘/‚Die Fähnawiesen‘ (Lage)                                                   | Große Anlage mit zahlreichen Wällen und Grabenresten, seit 1. Oktober 1960 unter Schutz. Wälle bis 3 m hoch. Quadratische Innenfläche etwa 90 × 90 m groß.                                                    |      |
| 428310230  | besonderer Stein    | Breitenhagen    | Grenzstein                                                                    | Neuzeit (ab ~1500) | südöstl. (Waldrand), angrenzend Wiese (Lage)                                                                          | Sichtbare Höhe: ca. 45 cm, Breite: ca. 26–28 cm, Dicke: ca. 18–19 cm, oben gerundet, wohl Beton, schräg gekippt.                                                                                              |      |
| 428310231  | besonderer Stein    | Breitenhagen    | Grenzstein                                                                    | Neuzeit (ab ~1500) | südöstl. Im Ort, im Graben zum Fundpl. 9 („Schlossberg“) (Lage)                                                       | Sichtbare Höhe: ca. 37 cm, Breite: ca. 27 cm, Dicke: ca. 18 cm, oben gerundet, wohl Beton, leicht schräg gekippt, durch ein Eisenrohr markiert.                                                               |      |
| 428310232  | Befestigung         | Breitenhagen    | Befestigung – kein OBD                                                        | undatiert          | nordwestl. des Ortes, (Pfingstanger) ()                                                                               | Obertägig keine Strukturen erkennbar. |      |
| 428310229  | Befestigung > Burg  | Breitenhagen    | Burganlage                                                                    | undatiert          | Südostecke des Dorfes, (Schlossberg), z. T. überbaut (Lage)                                                           | Seit 1. Oktober 1960 unter Schutz. Abgerundete rechteckige Erhöhung mit Grabenresten im Norden, Süden und Westen, überbaut. NÖ flacher Grabenrest, 8–10 m breit.                                              |      |
| 428310228  | Befestigung > Burg  | Breitenhagen    | Burganlage                                                                    | undatiert          | Kirchhof im Ostteil des Dorfes (Lage)                                                                                 | Ursprünglich oval oder rechteckig abgerundet, seit 1. Oktober 1960 unter Schutz. Kirche und Kirchhof auf einer Anhöhe. Gräben größtenteils verfüllt, Reste noch 6–8 m breit. Auch Wallreste noch vorhanden.   |      |
| 428310171  | Befestigung > Burg  | Glinde          | runde Wasserburg                                                              | Mittelalter        | nordöstl., in der Nähe der Elbe (Lage)                                                                                | Sehr gut erhalten. Graben noch um den kompletten Hügel vorhanden, 8–10 m breit. Zum Teil noch Wallreste vorhanden. Burghügel noch 1,5–2 m hoch.                                                               |      |
| 428310178  | Befestigung         | Gnadau          | Befestigung, z. T. überbaut – kein OBD                                        | Mittelalter        | südl. Ortsrand, Papierfabrik ()                                                                                       | Obertägig nichts erkennbar, Koordinaten in Fabrikgebäude. |      |
| 428310208  | besonderer Stein    | Klein Rosenburg | Steintafel: „Schwurhände“/„Kopf“ – Spolie                                     | Mittelalter        | Westseite des Ortes, (Burganlage), vermauert im Turm (Süd-, Nord- u. Westwand) (Lage)                                 | Zweite „Schwurhand“ bei Turmsanierung entdeckt. Schwurhand (S-Seite): Höhe: ca. 35 cm u. ca. 6 cm Fase, Breite: ca. 22 cm.                                                                                    |      |
| 428310202  | Befestigung > Burg  | Klein Rosenburg | Burganlage ‚Schlossberg‘, ‚Burgwald‘                                          | Mittelalter        | Westseite des Dorfes (Lage)                                                                                           | 5–6 m hoch, Grabenrest 3 m breit, Vorwall 1–1,5 m hoch; seit 1. Oktober 1960 unter Schutz. |      |
| 428311157  | Befestigung         | Groß Rosenburg  | „Wendenberg“ – kein OBD                                                       | undatiert          | südlich des Ortes „Pfingstanger“, „Wendenberg“ (auch „Wedenberg“) ()                                                  | Von Lage und Namen her evtl. Burganlage (Wendenberg = slaw. Wallburg?). Areal eingezäunt. |      |
| 428310199  | Grabmal > Grabhügel | Groß Rosenburg  | Grabhügel, ehem. Mühlenstandort – kein OBD                                    | undatiert          | südl. vom Ort () | Nicht mehr vorhanden, vor dem Zweiten Weltkrieg abgetragen. |      |
| 428310200  | Grabmal > Grabhügel | Groß Rosenburg  | Grabhügel ‚Krähenberg‘                                                        | undatiert          | südwestl.des Ortes, Ackerfläche (Lage)                                                                                | 1 m hoch; seit 1. Oktober 1960 unter Schutz. |      |
| 428310201  | Grabmal > Grabhügel | Groß Rosenburg  | 3 flache Grabhügel, kein OBD                                                  | undatiert          | südöstl. vom Ort, nordwestl. vom Krügersee, im Feld ()                                                                | Keine Grabhügel mehr erkennbar; seit 1. Oktober 1960 unter Schutz. |      |
| 428310198  | Befestigung > Burg  | Lödderitz       | Burganlage (Niederungsburg) ‚Smedeberg‘, Burg ‚Schmiedeberg‘, ‚Jägerfriedhof‘ | Mittelalter        | östl. des Ortes, am Schiedesee im Wald (Lage)                                                                         | Burghügel 2–3 m hoch, Durchmesser oben 40 m, unten 60 m, Graben 8 m breit. |      |
| 428310197  | Befestigung > Wall  | Lödderitz       | rechteckige Wallanlage                                                        | undatiert          | nordöstl. des Dorfes, Nähe Dröningsgraben (Lage)                                                                      | Innerhalb der Wallanlage ein Hügel, Durchmesser 25–30 m, Höhe 1,5 m. |      |
| 428310196  | Befestigung > Burg  | Lödderitz       | Burganlage (Niederungsburg)                                                   | Mittelalter        | nördl. im Auenwald in Elbnähe, „Hoppegartenberg“ o. a. „Hopfgartenberg“ (Lage)                                        | Ovale Anlage mit flachen Hügel im Zentrum. Graben 5 m breit, Wall 1,5 m hoch und nach Westen offen. Im Inneren eine hügelartige Kuppe (Turmhügel?).                                                           |      |
| 428310170  | Befestigung > Burg  | Pömmelte        | überbaute Wasserburg – kein OBD                                               | Mittelalter        | Nordrand des Dorfes, Am Burgwall, Glinder Straße (Lage)                                                               | In den 50er- und 80er-Jahren größtenteils mit Eigenheimen überbaut. Zuvor noch deutliche Graben- und Wallreste.                                                                                               |      |
| 428310263  | Befestigung         | Sachsendorf     | Befestigte(?) Siedlung – kein OBD                                             | undatiert          | südwestlich des Ortes („Zuchauer Berg“) (Lage)                                                                        | Wohl mit Kreisgraben (Luftbild). Große wohl natürliche Anhöhe. In einem Busch ein kleiner „Teich“/„Wasserloch“. Vielleicht früher eine kleine Kiesgrube.                                                      |      |
| 428310210  |                     | Tornitz         | Hügel – kein OBD                                                              | Neuzeit (ab ~1500) | südl. des Ortes (geographischer Mittelpunkt Sachsen-Anhalt) (Lage)                                                    | Für den geographischen Mittelpunkt Sachsen-Anhalts errichtet. |      |
| 428310219  | Grabmal > Grabhügel | Tornitz         | Grabhügel, ehem. Mühlenstandort                                               | undatiert          | südl. des Ortes, Mühlenberg (Lage)                                                                                    | Durchmesser 20–30 m, Höhe 0,8 m. |      |
| 428310209  | Befestigung         | Tornitz         | Langwall, nztl. – kein OBD                                                    | Neuzeit (ab ~1500) | nördl. des Ortes (Mühlberg) (Lage)                                                                                    | West-Ost ausgerichteter Langwall, Höhe 4–5 m. Vermutlich Abraumwall des Kiesabbaufeldes. |      |
| 428310175  | Befestigung > Burg  | Wespen          | Burghügel                                                                     | Mittelalter        | Nordwestteil des Dorfes, unter der Kirche an einem Teich (Lage)                                                       | Hügel rund bis leicht oval, noch 1,5 m hoch. Auf dem Zentrum eine Kirche errichtet. Angrenzend ein Teich (vermutlich Rest des Burggrabens), wohl Wasserburg.                                                  |      |
| 428310224  | besonderer Stein    | Zuchau          | ehem. Bauernstein (jetzt Bismarck-Denkmal)                                    | undatiert          | August-Bebel-Straße (Lage)                                                                                            | wohl Granit, im Bismarck-Denkmal verbaut. |      |
| 428310220  | besonderer Stein    | Zuchau          | Steinkreuz, seit 1. Oktober 1960 unter Schutz                                 | undatiert          | im Ort an Straßenecke, abbiegend in Richtg. Köthen (Karl-Marx-Straße) (Lage)                                          | Früher am „Toten Mann“, Gramsdorfer Straße, nahe der Mühle. Tatzenkreuz, Buntsandstein. Alte Beschädigungen: Auf dem rechten Arm eine Schleifrille, schwache Steinmetzspuren.                                 |      |
| 428310226  | Grabmal > Grabhügel | Zuchau          | Grabhügel, ehem. Mühlenstandort                                               | undatiert          | Thomas-Müntzer-Straße 3 (Lage)                                                                                        | Seit 1. Oktober 1960 unter Schutz, Skelettreste an Hügel-Peripherie; Durchmesser 40 m, Höhe 2,5 m. Auf Hügelkuppe 2 Findlinge, vermutlich Fundamentreste der ehem. Mühle.                                     |      |
| 428310221  | besonderer Stein    | Zuchau          | Grenzstein u. vergrabener Findling                                            | undatiert          | im Ort, nahe einer Eiche (Lage)                                                                                       | Findling war ein Denkmal aus dem 2. Weltkrieg. Grenzstein an einer Eiche. Sichtbare Höhe: ca. 38 cm, Querschnitt: ca. 22 cm, quadratisch, wohl Sandstein. Im Umfeld zwei kleine Findlinge sichtbar.           |      |
| 428310225  | Grabmal > Grabhügel | Zuchau          | ehem. Grabhügel – kein OBD                                                    | Bronzezeit         | nördl. vom Ort, Krähenberg ()                                                                                         | 1881 aufgegraben. Obertägig keine Strukturen mehr vorhanden. |      |
| 428310223  | Befestigung         | Zuchau          | vermutl. überbauter Burghügel                                                 | undatiert          | im Ort, überbaut mit Kirche St. Laurentii (Lage)                                                                      | Kirche auf einer deutlichen Anhöhe, evtl. ehemaliger Burghügel bzw. Burganlage. |      |
| 428310222  | besonderer Stein    | Zuchau          | Findling                                                                      | Neuzeit (ab ~1500) | im Ort, Friedensplatz (Lage)                                                                                          | Findling mit Wetterfahne und Kompass, 1,5 m × 1,4 m und 0,65 m dick. Neuzeitliches Kleindenkmal. Fundort des Steins unbekannt.                                                                                |      |